# Hàn Phi
Hàn Phi (chữ Hán: 韓非M; 280 TCN  –  233 TCN) là học giả nổi tiếng Trung Quốc cuối thời Chiến Quốc theo trường phái Pháp gia, tác giả sách Hàn Phi tử.

## Tiểu sử
Hàn Phi sống cuối đời Chiến Quốc, trong giai đoạn Tần Thủy Hoàng đang thống nhất Trung Hoa. Ông thuộc dòng dõi quý tộc nước Hàn (được gọi là "công tử"), thích cái học "hình danh." Gốc của học thuyết này là ở Hoàng Đế, Lão Tử. Hàn Phi có tật nói ngọng, không thể biện luận nhưng giỏi viết sách.
Hàn Phi và Lý Tư đều là môn đồ của Tuân Tử. Lý Tư tự cho mình kém Hàn Phi. Hàn Phi thấy nước Hàn bị suy yếu, mấy lần viết thư dâng lên hiến kế cho vua Hàn, nhưng vua Hàn không dùng.
Hàn Phi ghét những người trị nước không trau dồi làm cho pháp chế sáng rõ mà muốn dùng cái thế của mình để chế ngự bầy tôi; không lo việc làm cho nước giàu, binh mạnh bằng cách tìm người xứng đáng, dùng người hiền trái lại dùng những bọn tham nhũng, dâm loạn, sâu mọt, đặt chúng ở địa vị cao hơn những người có công lao và có thực tài. Hàn Phi cho rằng nhà Nho dùng lời văn làm rối loạn luật pháp, bọn du hiệp dùng võ lực phạm đến điều ngăn cấm, gặp lúc yên ổn thì nhà vua dùng bọn hám danh, gặp lúc nguy cấp thì lại dùng kẻ sĩ mang giáp trụ.
Như thế thành ra ngày nay người nhà vua nuôi lại không phải là những người nhà vua cần dùng, những người nhà vua cần dùng đều lại không phải những người nhà vua nuôi. Hàn Phi thương xót những người thanh liêm, chính trực không được bọn tôi gian tà dung tha, nhìn những sự biến đổi tồn vong của các nước ngày xưa nên viết Cô Phẫn (sự phẫn nộ của con người cô độc), Ngũ Đố (năm thứ sâu mọt). Nội Ngoại Trữ Thuyết (sưu tập những lời bàn về việc trong và việc ngoài), Thuyết Lâm (chuyện xưa), Thuyết Nan (cái khó trong việc du thuyết),... tất cả hơn mười vạn chữ.
Có người đem sách của Hàn Phi đến nước Tần. Tần vương Chính đọc quyển Cô phẫn và Ngũ đố (theo Tư Mã Thiên; Nguyễn Hiến Lê ghi đó là bộ Hàn Phi tử), rất thích. Được Lý Tư cho biết Hàn Phi là tác giả sách, vua Tần liền vội vàng đánh Hàn. Lúc đầu vua Hàn không dùng Hàn Phi, đến khi nguy cấp bèn sai Hàn Phi đi sứ sang Tần.
Vua Tần gặp được Hàn Phi mừng rỡ nhưng chưa tin dùng.
Hàn Phi đi sứ qua Tần với mục đích cứu Hàn. Ông viết bài Tồn Hàn cho vua Tần, cố hết sức thuyết phục vua Tần đừng đánh Hàn. Lý Tư và Diêu Giả ganh ghét Hàn Phi, gièm Hàn Phi, nói với Tần vương Chính:
Hàn Phi là công tử nước Hàn. Nay nhà vua muốn thôn tính tất cả nước chư hầu, nhưng Phi thì rốt cuộc chỉ lo cho Hàn chứ không lo cho Tần, thường tình con người ta vẫn thế. Nay nhà vua không dùng, giữ lại đây lâu rồi cho về, thế là gây cho mình một mối lo. Không bằng lấy cớ làm trái pháp luật mà giết đi.
Vua Tần cho là phải, giao cho quan lại trị tội Hàn Phi. Lý Tư sai người đưa thuốc độc để cho Hàn Phi tự sát. Hàn Phi muốn bày tỏ trước mặt nhà vua, nhưng không được nhà vua tiếp. Sau đó nhà vua hối tiếc sai người tha thì Hàn Phi đã chết rồi.
Cũng có thuyết cho là trong lúc bị giam, Hàn Phi bèn viết bài Sơ kiến Tần dâng vua, mong dùng cái tài văn chương để thoát khỏi cửa tử. Tần vương Chính đọc xong thấy rất khâm phục, liền ra lệnh thả Hàn Phi. Nhưng quá muộn, Phi đã bị Lý Tư ép uống thuốc độc chết mất rồi.

## Tư tưởng
Tư tưởng chủ yếu của Hàn Phi là thuyết Pháp trị. Không phải ông là người đầu tiên nêu lên học thuyết này mà trước đó Quản Trọng, Thương Ưởng, Thân Bất Hại đã khởi xướng học thuyết này. Tư tưởng của Hàn Phi Tử khác với tư tưởng của Nho giáo (vốn cho rằng để quản lý xã hội thì dùng Nhân trị và Đức trị), ông cho rằng cách tốt nhất để quản lý xã hội là dùng pháp luật: "Pháp luật không hùa theo người sang... Khi đã thi hành pháp luật thì kẻ khôn cũng không từ, kẻ dũng cũng không dám tranh. Trừng trị cái sai không tránh của kẻ đại thần, thưởng cái đúng không bỏ sót của kẻ thất phu".
Hàn Phi theo thuyết tính ác của thầy là Tuân Tử một cách triệt để, bảo không gì thân bằng tình cha con, vậy mà có nhiều người cha sinh con trai thì nuôi, sinh con gái thì giết đi, coi cái lợi của mình nặng hơn tình ruột thịt như vậy là con người bẩm sinh vốn đại ác. Do đó ông không bàn đến nhân nghĩa, cũng không trọng lễ như Tuân Tử, mà đề cao phương pháp dùng thế, dùng thuật, dùng luật của pháp gia để trị nước.
Ông chủ trương cho dân chúng tự do cạnh tranh trong phạm vi kinh tế để nước được mau giàu. Và ông tin rằng theo chính sách độc tài về chính trị, tự do về kinh tế, thì nhà vua chẳng cần làm gì, cứ ngồi ở trên kiểm soát kẻ dưới, là nước sẽ trị. Chủ trương "vô vi nhi trị" đó thực trái hẳn chủ trương của Lão Tử, Trang Tử; chính ra nó là một thứ cực hữu vi.

## Tác phẩm
Hàn Phi tổng hợp tư tưởng của các pháp gia trước ông, các nhà nghị luận thời Chiến Quốc, mà viết bộ sách Hàn Phi Tử. Trong bộ sách này, ông thương xót những người thanh liêm, chính trực không được bọn tôi gian tà dung tha, nhìn những sự biến đổi tồn vong của các nước ngày xưa như thiên Cô Phẫn (sự phẫn nộ của con người cô độc), Ngũ Đố (năm thứ sâu mọt), Nội Ngoại Trữ Thuyết (sưu tập những lời bàn về việc trong và việc ngoài), Thuyết Lâm (chuyện người xưa), Thuyết Nan (cái khó trong việc du thuyết),... tất cả hơn mười vạn chữ. Nguyễn Hiến Lê đánh giá bộ Hàn Phi Tử có giá trị hơn bộ Quân vương (Le Prince) của Niccolò Machiavelli (1469-1527) cả về tư tưởng lẫn bút pháp.
Hàn Phi biết cái khó trong việc du thuyết nên trong thiên Thuyết Nan bộ Hàn Phi tử, được Tư Mã Thiên tóm tắt, tư tưởng của ông như sau:
Cái khó trong việc du thuyết không phải là ở chỗ biết những điều cần phải đưa ra nói. Nó cũng không phải ở chỗ mình không biết biện luận. Cũng không phải ở chỗ không trình bày được rõ ràng ý nghĩ của mình. Cũng không phải ở chỗ không dám nói ngang nói dọc cho hết cái ý của mình. Phàm cái khó trong việc du thuyết chính là ở chỗ làm thế nào biết được cái tim của con người mình muốn thuyết phục để dùng cái thuyết của mình mà đối phó.
Nếu con người mình muốn du thuyết chỉ nghĩ đến cái danh cho cao, mà mình lại đem cái lợi lớn ra thuyết với họ, thì họ sẽ cho mình là bọn hèn hạ, và đối xử như với bọn ti tiện. Thế là thế nào họ cũng vất bỏ ta thật xa. Nếu con người mình muốn du thuyết chỉ nghĩ đến cái lợi cho lớn, mà mình lại đem cái danh cao ra thuyết với họ thì họ sẽ cho ta không chú ý gì đến thế sự, nói chuyện viễn vông, và thế nào họ cũng không dùng. Nếu con người mình muốn du thuyết trong bụng nghĩ đến cái lợi cho lớn nhưng bên ngoài làm ra vẻ muốn cái danh cho cao, mà ta đem chuyện danh cao ra thuyết thì bên ngoài họ làm ra vẻ dung nạp cái thân ta, nhưng thực ra thì bỏ rơi ta. Nhưng nếu ta đem chuyện lợi lớn ra nói với họ, thì trong bụng họ dùng lời nói của ta, nhưng bên ngoài họ sẽ vất bỏ cái thân của ta. Đó là những điều không biết không được.
Phàm việc làm mà thành là do chỗ bí mật; lời nói mà thất bại là do chỗ bị tiết lộ. Bản thân mình chưa chắc đã tiết lộ ra, nhưng chỉ cần nói đến cái mà người ta giấu thì đã nguy đến thân rồi. Nhà vua có điều sai mà người du thuyết lại dùng những lời sáng tỏ, dùng cái nghĩa lý hay để suy luận ra sai lầm của nhà vua thì nguy đến thân.
Nếu ta chưa được ân huệ nhà vua tưới đến mà lại đem hết những điều ta biết ra nói thì hoặc là cái thuyết của ta sẽ được dùng đem đến kết quả, nhưng ta chẳng được ơn đức; hoặc là cái thuyết không được dùng xảy ra thất bại, thế là ta bị nghi ngờ. Như thế thì nguy đến thân.
Phàm nhà vua được cái kế của ta, nhưng muốn xem đó là công lao của mình, mà người du thuyết lại muốn cùng biết, thế thì nguy đến thân. Nếu nhà vua rõ ràng muốn làm một việc gì và cho đó là công lao của mình mà kẻ du thuyết lại cùng biết điều đó thì nguy đến thân. Nếu mình cưỡng ép nhà vua bắt làm những điều nhà vua quyết không làm, bác bỏ những điều nhà vua quyết không bỏ, thì nguy đến thân.
Cho nên nói: Nếu ta đem những người tôn quý trong triều ra nói với nhà vua, thì nhà vua sẽ cho là ta ly gián; nếu ta đem những người thấp hèn ra nói với nhà vua, thì nhà vua sẽ cho ta muốn bán quyền. Ta bàn đến cái nhà vua thích, thì nhà vua sẽ cho là ta nịnh hót; ta bàn đến cái vua ghét, thì nhà vua sẽ cho ta thăm dò nhà vua.
Nếu ta nói tóm tắt, ít lời, thì nhà vua sẽ cho ta không có kiến thức gì và khinh ta. Nếu ta nói mênh mông, lời lẻ phu phiếm, thì nhà vua sẽ thấy là nhiều quá và chán. Nếu ta cứ trình bày sự việc theo ý muốn nhà vua, thì nhà vua sẽ bảo ta "nhút nhát không dám nói hết sự lý". Nếu ta suy nghĩ sự việc và nói rộng, thì nhà vua sẽ bảo ta "thô lỗ và ngạo mạn".

Tất cả những điều khó này trong việc du thuyết không thể không biết đến.
Phàm việc thuyết phục là cốt ở chỗ biết tô điểm cho cái mà nhà vua quý trọng, từ bỏ cái mà nhà vua ghét. Hễ nhà vua tự cho cái kế mình là sai, thì ta chớ nêu chỗ nó sai lầm mà bắt bẻ đến cùng.
Nếu nhà vua tự cho mình dũng mãnh ở chỗ quyết đoán một việc gì, thì ta chớ đưa ý của ta ra chống lại để làm cho nhà vua nổi giận. Nếu nhà vua cho sức lực mình đủ để làm một việc gì, thì ta chớ đem chuyện khó khăn ra cản trở. Nếu nhà vua muốn mưu việc gì cùng với một người khác, hay khen một người mà nhà vua cùng bàn mưu với họ, thì ta nên tô điểm cho họ và chớ nói gì có hại cho họ. Nếu nhà vua và người ấy thất bại, thì hãy cố gắng tô điểm làm như họ không sai lầm.
Kẻ đại trung không dùng lời lẽ làm phất ý nhà vua, lời can gián cũng không cốt đả kích bài bác gì ai, lời can ngăn hợp lẽ thì thế nào cũng được nghe. Người làm tôi phải biết kiên nhẫn và lựa lời. Sau đó mới đem cái tài biện luận và cái khôn của mình ra. Như thế cho nên gần gũi với nhà vua, không bị nhà vua ngờ vực.
Biết hết cái đạo thờ vua là khó. Phải chờ đến khi nào quen biết đã lâu, đã được ân huệ nhiều, bày mưu kế sâu mà không bị nghi, cãi lại ý nhà vua mà không bị tội, lúc bấy giờ mới bày rõ điều lợi hại, để lập được công, nói thẳng điều phải điều trái để cho cái thân mình được sung sướng. Khi nào vua và tôi đối với nhau được như vậy lúc đó là lúc việc du thuyết thành công.
Y Doãn làm người nấu bếp. Bách Lý Hề làm người nô lệ đều do con đường thấp kém mà gặp nhà vua. Cho nên họ đều thành đạt từ chỗ được nhà vua dùng. Hai người này đều là những bậc thánh nhân mà còn không thể không lấy thân mình làm tôi tớ, để bước vào đường đời một cách nhục nhã như vậy. Như thế đủ biết đó không phải là điều làm cho những bầy tôi tài giỏi phải xấu hổ.

Nước Tống có người nhà giàu. Trời mưa, tường hư hỏng. Người con nói: "Nếu không xây tường thì sẽ bị kẻ trộm ăn trộm". Cha của người hàng xóm cũng khuyên như vậy. Đêm ấy, quả nhiên trong nhà mất của. Nhà ấy khen người con là khôn, mà nghi cha của người hàng xóm.
Ngày xưa, Trịnh Vũ Công muốn đánh Hồ, bèn gả con gái cho người Hồ. Nhân đấy, nhà vua hỏi quần thần:
– Ta muốn dùng binh, nên đánh ai?
Quan Kỳ Tư nói:
– Nên đánh Hồ.
Nhà vua bèn giết Quan Kỳ Tư, nói:
– Hồ là nước anh em của ta, tại sao nhà ngươi lại nói nên đánh?
Vua nước Hồ nghe tin ấy, cho nước Trịnh là chỗ thân thiết với mình nên không để phòng. Nước Trịnh đánh úp và lấy Hồ.
Hai điều nói trên chứng tỏ là hai người đều biết đúng sự thực nhưng người rủi nhất thì bị giết, người bị thiệt hại ít nhất, cũng bị nghi. Như thế đủ biết cái khó không phải ở chỗ biết, cái khó là ở chỗ dùng cái biết của mình. 
Ngày xưa, Di Tử Hà được vua nước Vệ yêu, theo pháp luật của nước Vệ, ai tự tiện đi xe của nhà vua là bị tội chặt chân. Được ít lâu mẹ Di Tử mắc bệnh. Có người nghe tin đang đêm đến báo với Di Tử Hà. Di Tử Hà trái lệnh, đi ra bằng xe ngựa của vua.
Nhà vua nghe tin cho là người hiền, nói:
– Thực là người có hiếu! Vì mẹ mà phạm tội bị chặt chân.
Di Tử Hà đi chơi với nhà vua trong vườn quả. Di Tử Hà ăn quả đào thấy ngon, không ăn hết, dâng nhà vua.
Nhà vua nói:
– Anh ta thật yêu ta! Quên cái miệng của mình mà nhớ đến ta.
Đến khi Di Tử nhan sắc kém, lòng vua yêu bớt đi, lại phạm tội.
Nhà vua nói:
– Nó đã có lần tự tiện đi xe ngựa của ta, lại có lần bắt ta ăn quả đào thừa của nó.
Cho nên việc làm của Di Tử không khác, nhưng lần trước được khen là hiền, lần sau lại phạm tội.
Đó là vì lòng yêu ghét hết sức thay đổi. Cho nên được nhà vua yêu thì cái khôn của mình càng làm cho mình được thân, bị nhà vua ghét thì cái tội của mình càng làm cho mình bị ruồng bỏ. Những kẻ sĩ đi du thuyết không thể không xét đến chỗ nhà vua yêu và ghét cái gì, rồi sau đó mới thuyết phục.
Rồng là một vật có thể đùa bỡn, thậm chí có thể cưỡi. Nhưng ở dưới cái cổ của nó có cái vảy ngược dài một thước. Ai động đến thì bị nó giết ngay. Các vị vua chúa cũng có cái vảy ngược, kẻ du thuyết không sờ phải cái vảy ngược của vua chúa thì ngõ hầu mới là người giỏi.

## Ngữ lục
- "Viễn thủy cận hỏa" (Nước xa, lửa gần) - Chương Thuyết Lâm (說林), Hàn Phi Tử viết: Viễn thủy bất cứu cận hỏa (远水不救近火), nghĩa là "nước xa không cứu được lửa gần".

## Nhận xét

### Bình luận của Tư Mã Thiên trong Sử ký
Lão Tử chủ trương "đạo", thì "hư" không có nguồn gốc, biến hóa từ chỗ "vô vi", cho nên làm sách lời vi diệu, khó hiểu. Trang Tử nói rộng về "đạo" và "đức", nhưng điều chủ yếu trong học thuyết cũng quay về tự nhiên. Thân Tử chăm chú trình bày về cái "danh" và cái "thực". Hàn Tử đưa ra tiêu chuẩn để xét sự việc, phân biệt điều phải điều trái. Học thuyết ông ta hết sức thảm khốc, ít dùng ân đức. Tất cả điều đó đều do học thuyết về "đạo" và "đức" mà ra. Chỉ có Lão Tử thực là sâu sắc và xa rộng vậy!

### Nhận xét của Nguyễn Hiến Lê
Theo Nguyễn Hiến Lê trong Sử Trung quốc, cái học của Hàn Phi vẫn được thi hành ở Tần và giúp Tần Thủy Hoàng hoàn thành được công việc thống nhất Trung Quốc, lập chế độ quân chủ chuyên chế thay chế độ phong kiến. Trong thời kỳ của Hàn Phi, các học thuyết của Khổng, Mặc đã thất bại trong việc cứu vãn thời thế; Hàn Phi đã thành công nhờ dùng trọn các thuyết của Pháp gia. Phái nhân trị quá lý tưởng trong thời loạn, phải hạ lần lần lý tưởng của mình xuống: mới đầu Khổng Tử đề cao đức nhân, sau Mạnh Tử hạ xuống mà trọng nghĩa, Tuân Tử hạ xuống nữa, trọng lễ mà chính môn sinh của ông cũng không theo, họ trọng pháp, thấp nhất, và dẹp được loạn. Nhưng chính họ, từ Thương Ưởng đến Hàn Phi, Lý Tư, Triệu Cao, đều bất đắc kì tử và nhà Tần bị diệt. Hàn Phi được kể trong giai cấp cầm quyền thì tìm cách tăng cường thêm uy quyền của thiên tử, dùng mọi thủ đoạn quỷ quyệt, được so sánh với Machiavelli của Ý.

### Nhận xét của Phan Ngọc
GS. Phan Ngọc trong lời tựa của tác phẩm Hàn Phi Tử đã nhận xét Hàn Phi là con người có kiến thức uyên bác tiếp thu từ Nho gia, lập luận rất chặt chẽ và sắc sảo, sử dụng rất nhiều dẫn chứng trong đó các dẫn chứng là chuyện đương thời chứ không phải chuyện xa xôi, nên sức thuyết phục rất mạnh. Hàn Phi cũng vận dụng linh hoạt tư tưởng của Đạo Đức kinh của Lão Tử để minh họa cho tư tưởng Pháp gia, giúp một tư tưởng khô khan trở nên sinh động, có sức sống. Lý luận của Hàn Phi tàn nhẫn, vì ông chứng kiến đầy đủ sự thối nát, lừa dối, gian xảo trong triều đình đương thời, và ông thẳng tay vạch trần toàn bộ những thối nát đó, không bị mê hoặc bởi sự hào nhoáng bên ngoài. Vì vậy, các tác phẩm của Hàn Phi là bản cáo trạng đối với chế độ quân chủ chuyên chế Trung Hoa cổ đại. Bản thân con người Hàn Phi đã chọn cách sống ngay thẳng, chấp nhận kết cục thảm thương chứ không luồn cúi hùa theo bọn nịnh thần gian tà. Hàn Phi Tử được viết theo tinh thần dũng cảm ấy, nên nó không khô khan mà rất xúc động, cuốn hút những độc giả có can đảm để nhìn thẳng vào sự thật.
Tuy nhiên, thuyết của Hàn Phi có ba cái sai cơ bản. Thứ nhất, không thể dùng Pháp trị dựa trên quyền lợi một ông vua chuyên chế, vì nhà vua không chóng thì chầy cũng bị tha hóa. Thứ hai, do hạn chế của chế độ quân chủ, Hàn Phi không thể tìm ra phương án để nhà vua tránh được tất cả những tai họa mà ông dự báo. Và thứ ba, quan điểm của Hàn Phi rằng con người chỉ sống vì lợi là sai lầm, vì con người có thể hy sinh quyền lợi bản thân để phục vụ lý tưởng cao đẹp - chính Hàn Phi là một ví dụ đó.

### Nhận xét của Trần Ngọc Vương
Trong cuộc trò chuyện mang tính học thuật với Hồng Thanh Quang (Báo Công an nhân dân), nhà nghiên cứu văn hóa phương Đông Trần Ngọc Vương (Trường Đại học Khoa học Xã hội và Nhân văn, Đại học Quốc gia Hà Nội) cũng có quan điểm khá gần với Nguyễn Hiến Lê khi đánh giá rất cao tác phẩm từ thời cổ đại của Hàn Phi. Trần Ngọc Vương là người ít nhiều chịu ảnh hưởng từ thầy dạy là GS. Trần Đình Hượu trong nghiên cứu văn hóa phương Đông. So sánh giữa Hàn Phi và Machiavelli, GS. Trần Ngọc Vương cho rằng "trong thời cổ đại không có một học thuyết pháp trị nào tinh vi và kỹ lưỡng như Hàn Phi Tử, không có một nhà tư tưởng chính trị nào thông minh đến mức quái đản, sắc sảo như Hàn Phi. Nếu có thể so sánh thì phải thấy rằng, Hàn Phi là ông thầy nhiều tầng của Machiavelli. Machiavelli chưa là gì cả nếu ta đọc đối chứng. (...) Khi tôi đọc cuốn Il Principe của Machiavelli thì tôi thấy buồn cười, bởi vì Il Principe so với Hàn Phi Tử không là cái gì cả."